# Arnold de Montgommery
Arnold de Montgommery (Arnoul de Montgommery, també Arnulf de Montgommery, vers 1068 – entre 1118 i 1122), lord de Pembroke i d'Holderness, fou un baró anglo-normand que tingué un paper en la història d'Anglaterra, del Gal·les i d'Irlanda. Era el sisè i darrer fill mascle de Roger II de Montgommery, primer comte de Shrewsbury, i de Mabilla de Bellême.
És possible que Arnold estigués al castell de Rochester durant la rebel·lió de 1088 contra el rei Guillem el Roig. Segons la Crònica anglosaxona: « En el castell es trobaven de molt bons cavallers; Eustaqui el Jove, i tres fils del comte Roger, i tots els homes molt ben nascuts d'aquest regne i de Normandia. »
Durant molt de temps es pensava que aquests tres fils eren Robert, Hug i Roger el Poiteví, fills de Roger II de Montgommery. Però les recents investigacions sobre la vida de Roger tendeixen a desacreditar aquesta tesi. Roger el Poiteví hauria estat més aviat al costat del rei en aquesta guerra civil confosa, i no se s'hauria doncs trobat pas en aquest castell i el tercer fill seria per tant Arnold.
A l'entorn de 1090, aliat amb el seu germà gran Robert, es va apoderar del comtat gal·lès del Pembrokeshire, i a continuació i va fer construir un castell a la ciutat de Pembroke, sent reconegut pel rei anglès Guillem el Roig com lord de Pembroke. Poc després de 1093, el rei l'hauria creat comte de Pembroke. Però el 1094, a la mort del seu pare Roger II de Montgomery, l'absència a Normandia del comte de Chester Hug d'Avranches, el compromís de Guillem el Roig en un conflicte amb el duc Robert Courteheuse, i l'évassió reeixida de Gruffydd ap Cynan, rei de Gwynedd, formaren una conjunció d'esdeveniments favorables als gal·lesos, i conduïren a un aixecament general d'aquestos. Els gal·lesos reprengueren nombroses terres als normands (Deheubarth, Pembroke, Anglesey, etc.), i van devastar el Shropshire. Al final de l'any, totes les conquestes dels Montgommery s'havien perdut, tot i que el castell de Pembroke resistia encara.
Les seves possessions foren considerablement enriquides l'any 1096 quan el rei li va concedir l'honor d'Holderness, que a més del territori dels ridings del Yorkshire a l'est, incloïa terres al Lincolnshire. Aquestes terres havien estar represes al comte d'Aumale després de la conspiració fracassada de 1095 que tenia per objectiu reemplaçar al rei per Esteve d'Aumale. Esteve fou restaurat en les seves possessions l'any 1102 quan Arnold fou desposseït de les seves possessions angleses.
És probable que Arnold fos l'hereu designat pel seu germà Hug, segon comte de Shrewsbury, amb qui estava estretament associat. Però a la mort d'aquest el 1098, el seu germà gran Robert II de Bellême va aconseguir apartar-lo de l'herència, i esdevenir el tercer comte de Shrewsbury. Aquest esdeveniment va provocar un distanciament entre els dos germans. Tanmateix va participar amb ell a la rebel·lió de 1101 contra el nou rei Enric I d'Anglaterra.
El 1102, el rei va decidir desfer-se de Robert II de Bellême perquè era massa poderós i perillós. Arnold i Roger el Poiteví foren les víctimes col·laterals d'aquesta voluntat reial. Perderen totes les seves possessions angleses i gal·leses, i foren desterrats d'Anglaterra. Quan la rebel·lió va fracassar, es va reunir amb el seu germà Robert a Normandia, en ple conflicte amb el duc Robert Courteheuse. Però a continuació es va apoderar de la fortalesa d'Almenêches i la va entregar al duc.
Arnold es va dirigir el 1103 a Irlanda, on l'any d'abans havia agafat per esposa a Lafrocoth, la filla del rei suprem d'Irlanda Muircheartach Ua Briain. Muircheartach va proporcionar assistència al seu gendre per rebel·lar-se contra el rei d'Anglaterra, Enric I, però aquest va reaccionar imposant un embargament comercial sobre Irlanda. El seu sogre li va demanar ajuda contra el rei de Noruega Magnus. Arnold va dirigir la primera campanya normanda a Irlanda i va derrotar les ràtzies dels noruecs.
Es va reconciliar amb el rei Enric I amb la medicació de l'arquebisbe Anselm de Canterbury, i als anys 1110, fou testimoni d'alguns cartes de Folc V d'Anjou. El 1114 apareix com a testimoni en una acta referida a la seva besneboda Filipa, duquessa d'Aquitània, al sud de França. És possible que aquests desplaçaments fossin conseqüència de missions diplomàtiques, perquè és descrit com un home de gran probitat tenint una molt bona reputació. El 1118 els habitants d'Alençon li van demanar de contactar a Folc V, comte d'Anjou, perquè els ajudés en la seva rebel·lió contra Esteve de Blois, comte de Mortain i això és probablement una indicació que tenia una certa influència a la cort del comte angeví.
Va morir el 1122, sense descendència coneguda.